# Frank Vander linden
Frank Vander linden, né à Uccle le 24 juillet 1962, est un chanteur de rock belge flamand.

## Biographie

### Le journaliste
Entre 1974 et 1980, Frank Vander linden fait des études secondaires scientifiques (mathématiques) à l'Atheneum royal de Zaventem. De 1980 à 1984, il étudie les sciences de la communication à l'Université libre de Bruxelles. Ensuite, il travaille brièvement comme vendeur de machines de bureau. Soucieux d'utiliser ses compétences littéraires, il devient, en 1985, rédacteur en chef du Conseil flamand interuniversitaire et, entre 1986 et 1992, il est journaliste pigiste pour les hebdomadaires flamands Knack et Humo. Pour ce dernier journal, il rédige des critiques de rock. Il écrit également des billets d'humeur pour l'émission Collage de la station de radio alternative Studio Brussel.

### Le musicien
En 1992, il abandonne le journalisme et fonde, avec Michel De Coster, un ami de longue date, le groupe de rock De Mens, dans le Brabant flamand. Frank Vander linden est le chanteur-guitariste et Michel De Coster le bassiste. Leur premier single Dit is mijn huis (C'est ma maison) prend immédiatement la tête du hit-parade alternatif, De Afrekening, de Studio Brussel. Vient ensuite l'album De Mens (L'être humain), suivi par les singles Jeroen Brouwers (schrijft een boek) (Jeroen Brouwers [écrit un livre]) et Irene.
Le groupe se produit en Flandre, où il donne plus de 500 concerts en deux décennies. Les textes des chansons, en néerlandais, sont écrits et chantés par Franck Vander linden. L'album Ik wil meer (Je veux plus) est publié en 1994. Il contient les titres Nederland (Les Pays-Bas), Zij zit daar en ik zit hier (Elle est assise ici et je suis assis là) et Lachen en mooi zijn (Sourire et être belle). Durant l'hiver 1995, Frank Vander linden effectue une tournée intitulée Solo bij u thuis. En 1996, Dirk Jans rejoint le groupe comme batteur. Wil je beroemd zijn? (Veux-tu être célèbre ?), enregistré dans les studios ICP de Bruxelles, est le premier album où il apparaît. L'album contient les titres Maandag (Lundi) et Sheryl Crow I Need You So. 
Le groupe effectue une tournée à l'automne 1997 (octobre et novembre) et publie, en 1998, De Mens Deluxe - Het Beste Van De Mens,, une compilation sur disque compact, contenant les titres Ik wil een vrouw zijn (Je veux être une femme) et Val niet in liefde (Ne tombe pas amoureux). Le groupe signe alors un contrat avec la compagnie discographique Play It Again Sam.
De Mens publie ensuite, en 1999, l'album Sex verandert alles (Le sexe change tout), enregistré en partie dans les studios ICP. L'album contient deux chansons qui se placent bien dans les charts alternatifs : Einde van de eeuw (La fin du siècle) et Sex verandert alles (Le sexe change tout). Après cela, le groupe effectue une tournée des clubs. C'est à cette époque que Frank Vander linden devient un membre régulier du groupe d'animateurs du jeu télévisé Nonkel pop, diffusé par la chaîne publique belge VRT. Il tourne également dans le film Film 1, de Willem Wallyn, où il interprète son propre personnage. 
Suivent les albums Liefde (Amour), en 2001, avec le titre Ergens onderweg (Quelque part sur la route), Blond, qui marque l'entrée du groupe dans les charts, avec le titre Kamer in Amsterdam (Une chambre à Amsterdam), et Essential, tous deux en 2003, Akoestisch (Acoustique), en 2004, In het gras (Dans l'herbe), en 2005 et Onder de duinen (Sous les dunes), en 2007,, qui contient le titre à succès Luide Muziek in Kleine Auto's (Musique à fond dans de petites voitures).
Le groupe participe aux festivals Rock Werchter en 1999 et 2001, Dour en 1999, 2001 et 2003, TW Classic en 2003 et Pukkelpop en 2005,,,.
Frank Vander linden donne une cinquantaine de concerts en solo en 2009. Il publie ensuite un album solo qui est un succès dans les charts, suivi par l'album Is dit mijn hart? (C'est mon cœur ?), avec De Mens, en avril 2010,,,. Le titre Hier komt mijn Schip (Voilà mon bateau) de cet album est un succès. En 2010, Frank Vander linden conçoit et présente onze numéros de l'émission Middagrood, programmée sur Radio 1 le dimanche après-midi.

## Récompenses
En 1996 et 1997, Frank Vander linden reçoit le prix musical Zamu du meilleur chanteur en flamand.

## Discographie

### Albums
- 1992 - De Mens.
- 1994 - Ik wil meer.
- 1995 - Wil je beroemd zijn?
- 1997 - De Mens Deluxe, compilation.
- 1999 - Het Beste van De Mens, compilation.
- 1999 - Sex verandert alles.
- 2001 - Liefde.
- 2003 - Blond.
- 2003 - Essential, compilation.
- 2004 - Akoestisch, compilation.
- 2005 - In het gras.
- 2007 - Onder de duinen.
- 2010 - Is dit mijn hart?

### Singles
- 1992 - Dit is mijn huis.
- Jeroen Brouwers (schrijft een boek).
- Irene.

### Mini-CD
- 1995 - Patti Blues.

## Filmographie
- Film 1, de Willem Wallyn - lui-même.